# Enrico Sardi
Enrico Sardi (Génova, Provincia de Génova, Italia, 1 de abril de 1891 - Tarento, Provincia de Tarento, Italia, 4 de julio de 1969) fue un futbolista y director técnico italiano. Se desempeñaba en la posición de centrocampista.

## Selección nacional
Fue internacional con la selección de fútbol de Italia en 7 ocasiones y marcó 4 goles. Debutó el 29 de junio de 1912, en un encuentro ante la selección de Finlandia que finalizó con marcador de 3-2 a favor de los finlandeses.

## Clubes

### Como futbolista
| Club                | País   | Año         |
| ------------------- | ------ | ----------- |
| Andrea Doria Genova | Italia | 1908 - 1913 |
| Genoa C. F. C.      | Italia | 1913 - 1924 |
| U. S. Novese        | Italia | 1924 - 1925 |
| Savona F. B. C.     | Italia | 1925 - 1927 |
| Derthona F. C.      | Italia | 1930 - 1931 |

### Como entrenador
| Equipo        | País   | Año         |
| ------------- | ------ | ----------- |
| Taranto F. C. | Italia | 1931 - 1932 |

## Palmarés

### Campeonatos nacionales

#### Como futbolista
| Título  | Club           | País   | Año     |
| ------- | -------------- | ------ | ------- |
| Serie A | Genoa C. F. C. | Italia | 1914-15 |
| Serie A | Genoa C. F. C. | Italia | 1922-23 |
| Serie A | Genoa C. F. C. | Italia | 1923-24 |